# Bödeln och skökan (film)
Bödeln och skökan är en svensk TV-film från 1986. Manuset bygger på novellen med samma namn av Ivar Lo-Johansson. Filmen spelades in i Visby på Gotland och Skansen i Stockholm. Hornborgastugan användes som exteriör för Bödelns stuga. Filmen visades för första gången i SVT 1 den 29 december 1986.

## Handling
Filmen utspelar sig år 1700. En oskyldig man (Niklas Ek) döms till döden anklagad för silverstöld. När bödeln begår ett mord får mannen en chans att undgå avrättningen, men bara om han själv tar på sig bödelssysslan. Som bödel är han avskydd av alla. Vid ett besök på bordellen Tuppen och Hönan blir han djupt förälskad i skökan Ursula (Stephanie Sunna Hockett).

## Rollista (i urval)
- Niklas Ek - Bödeln
- Stephanie Sunna Hockett - Ursula
- Kjell Bergqvist - Per
- Per Oscarsson - Fogden
- Kjell Tovle - Rackarn
- Sune Mangs - Värdinna på horhuset
- Kent Andersson - Gamle bödeln
- Jimmie Wigardt - Spädbarnet
- Lennart Tollén - Kunglig ämbetsman
- Kim Anderzon - Sköka
- Björn Gedda - Gastande bödel från Västerås
- Tor Isedal - Gästande bödel från Uppsala
- Lasse Petterson - Gästande bödel från Strängnäs
- Olof Rhodin - Rövarnas ledare
- Thorsten Flinck - Förståndshandikappad rövare
- Staffan Götestam - Stum rövare
- Petra Nielsen - Kvinnlig fånge
- Johann Neumann - Besökare på horhuset